# (3861) Lorenz
(3861) Lorenz est un astéroïde de la ceinture principale.

## Description
(3861) Lorenz est un astéroïde de la ceinture principale. Il fut découvert le 30 mars 1910 à Heidelberg par Joseph Helffrich. Il fut nommé en honneur de Konrad Lorenz. Il présente une orbite caractérisée par un demi-grand axe de 2,55 UA, une excentricité de 0,19 et une inclinaison de 5,7° par rapport à l'écliptique.

## Compléments